# Eino Penttilä
Eino Penttilä (Joutseno, 27 de agosto de 1906-Pori, 24 de noviembre de 1982) fue un atleta finlandés, especialista en la prueba de lanzamiento de jabalina en la que llegó a ser medallista de bronce olímpico en 1932.

## Carrera deportiva
En los JJ. OO. de Los Ángeles 1932 ganó la medalla de bronce en el lanzamiento de jabalina, con una marca de 68.70 metros, siendo superado por sus compatriotas los también finlandeses Matti Järvinen (oro con 72.71 metros) y Matti Sippala (plata con 69.80 metros).